# مقاطعة مكدوفي (جورجيا)
مقاطعة مكدوفي (بالإنجليزية: McDuffie County)‏ هي إحدى المقاطعات في ولاية جورجيا في الولايات المتحدة الأمريكية.